# Sân bay Nyala
Sân bay Nyala là một sân bay ở Nyala, Sudan (IATA: UYL, ICAO: HSNN). Sân bay này có 1 đường băng dài 3011 m bề mặt nhựa đường.

## Các hãng hoạt động theo lịch trình
- African Trans (Khartoum)

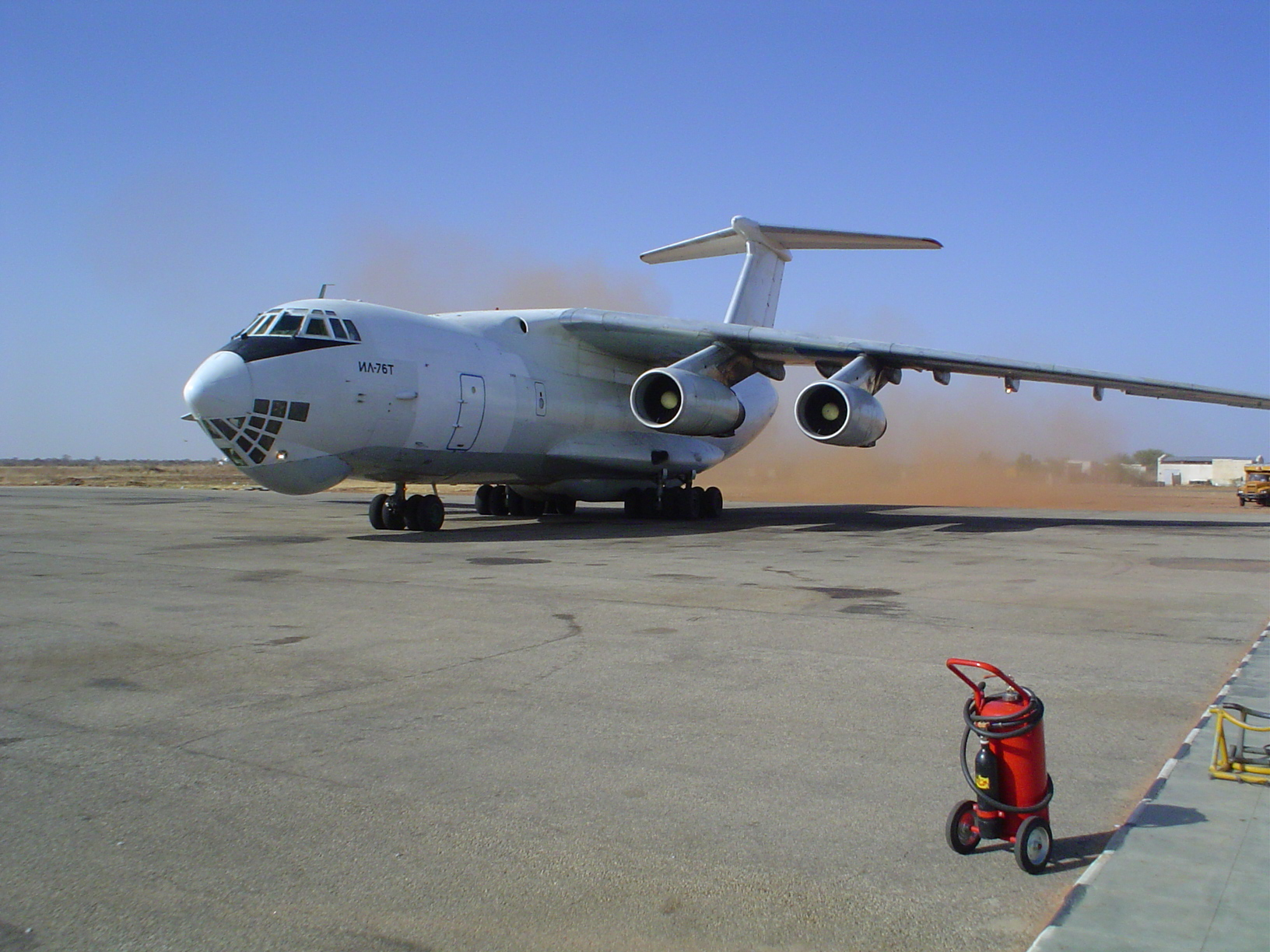
Sân bay Nyala

- Sudan Airways (El Fasher, El Obeid, Khartoum)

## Linh tinh
- Sân bay Nyala có một chuyến bay bằng máy bay cỡ vừa xuất phát mỗi tuần.
- Có 9 chuyến bay quốc nội mỗi tuần từ sân bay này.
- Máy bay lớn nhất từng hoạt động tại đây là Boeing 727 với 130 chỗ.